# Борисово (Алтайский край)
Борисово — село в Залесовском районе Алтайского края России. Административный центр Борисовского сельсовета.

## История
Основано в 1746 году. По данным кандидата исторических наук Ю. С Булыгина, первое упоминание о деревне —  1724 год. В Списке населённых мест Сибирского края 1928 г.. указано только одно название: Борисово. По словам информаторов: «Первые тут заселили Борисовы»; «Борисов Сидор первый приехал, а речка Татаркой осталась – татары жили»; «Старые фамилии – Сарайкины, Борисовы, и щас много Борисовых есть». Эти сведения дают право утверждать, что село названо по фамилии основателя.
В «Списке населенных мест Российской империи» 1868 года издания населённый пункт упомянут как заводская деревня Борисова (Ново-Борисова, Татарка) Барнаульского округа (1-го участка) Томской губернии при реке Татарке. В деревне имелось 20 дворов и проживало 124 человека (62 мужчины и 62 женщины).
В 1899 году в деревне Борисовой, относящейся к Залесовской волости Барнаульского уезда, имелось 143 двора (142 крестьянских и 1 некрестьянский) и проживало 809 человек (382 мужчины и 427 женщин). Функционировали молитвенный дом, купеческое питейное заведение, одна мануфактурная и одна мелочная лавки, а также общественный хлебозапасный магазин. По состоянию на 1911 год село Борисова включала в себя 200 дворов. Имелись деревянная церковь, две мануфактурные лавки, общественный магазин, казённая винная лавка и маслодельный завод. Население составляло 1147 человек.
В 1926 году в селе Борисове имелось 294 хозяйства и проживало 1545 человек (754 мужчины и 791 женщина). В национальном составе преобладала мордва. Функционировали школа I ступени, изба-читальня и лавка общества потребителей. В административном отношении являлось центром сельсовета Чумышского района Барнаульского округа Сибирского края.

## География
Находится в северо-восточной части Алтайского края, на правом берегу реки Татарки (приток реки Чумыш), вблизи места впадения в неё реки Каменушки, на расстоянии примерно 15 километров по прямой к востоку-северо-востоку от села Залесова. Абсолютная высота 216 метров над уровнем моря.

## Население
| 1997 | 1998  | 1999  | 2000  | 2001 | 2002 | 2003 |
| ---- | ----- | ----- | ----- | ---- | ---- | ---- |
| 1060 | ↘1046 | ↗1056 | ↘1025 | ↘976 | ↘926 | ↘892 |
| 2004 | 2005  | 2006  | 2007  | 2008 | 2009 | 2010 |
| ↘858 | ↘836  | ↘835  | ↘824  | ↘819 | ↗833 | ↘751 |
| 2011 | 2012  | 2013  |       |      |      |      |
| ↘747 | ↘722  | ↘699  |       |      |      |      |

Согласно результатам переписи 2002 года, в национальной структуре населения мордва составляла 37 %, русские — 35 %.

## Инфраструктура
Функционируют средняя общеобразовательная МКОУ Борисовская СОШ, детский сад, фельдшерско-акушерский пункт, дом культуры и отделение «Почты России».

## Улицы
Уличная сеть состоит из десяти улиц.

## Достопримечательности
Возле Борисово находится дендросад из хвойных пород (под охраной местной школы) и заросли боярышника кроваво-красного. До 2010 года эти объекты входили в перечень ботанических ООПТ, как природные памятники регионального значения .